# GLAM
GLAM (akronim ang. galleries, libraries, archives, museums, „galerie, biblioteki, archiwa, muzea”; funkcjonują także podobne akronimy, takie jak LAM, „biblioteki, archiwa, muzea”) – instytucje publiczne i prywatne gromadzące dobra kultury.
Zestawienie wymienionych instytucji w szeregu wynika z podobieństwa ich misji i działalności. Zwolennicy ściślejszej współpracy twierdzą, że obecne zbliżenie to właściwie powrót do tradycyjnej jedności: instytucje te mają się wywodzić m.in. od „muzeum” w Aleksandrii oraz organizowanych w nowożytnej Europie gabinetów osobliwości. Z czasem, gdy rosły zbiory, instytucje GLAM stały się bardziej wyspecjalizowane, a ich struktury były organizowane oddzielnie, według form informacji i rodzajów użytkowników. Ponadto w ciągu XIX i XX wieku wyłoniły się oddzielne samorządy zawodowe oraz programy edukacyjne.
W Polsce trwają prace nad digitalizacją zbiorów instytucji GLAM. W kwietniu 2016 roku NIK pozytywnie oceniła działalność MKiDN w tym zakresie, jednak zastrzegła, że brakuje ustawy o narodowym zasobie audiowizualnym, która miałaby na celu zlikwidowanie barier prawnych utrudniających publikowanie zdigitalizowanych zbiorów w Internecie. Jednym ze znanych sposobów rozwiązania tego problemu są inicjatywy ruchu otwartej treści w obszarze GLAM, tzw. OpenGLAM.